# 新時代 (居酒屋)
新時代（しんじだい）は、株式会社ファッズが運営する日本の居酒屋チェーン店。

## 概要
ファッズ創業4年目の2010年に「伝説の串 新時代」の店舗名で愛知県刈谷市に1号店を開店し、2017年に東京に進出。新型コロナウィルス感染症の流行の影響で飲食店が次々に閉店に追い込まれる中、居抜き出店により店舗網の積極拡大を続けている。
2020年、姉妹ブランド「新時代44」を発足。　

## 特色
1本税別50円（消費税込み55円）の『伝串』（でんぐし）に代表される低価格帯メニューを揃えていることが特徴。平均客単価を2000円ほどに抑えながら、生産者との直接取引により調達コストを抑え、さらに一つの食材で複数のメニューに生かせるようにすることでロスを減らすことにより、利益率25-35％を確保している。メニューに関しては創業者の佐野直史が全てチェックしているという。
店舗網の約3割はフランチャイズ店である。

### 伝串
伝串は、新時代の看板商品となっている鶏皮串。創業者の佐野直史が自ら考案したという。
鶏皮を波形の串打ちにして油で揚げ、甘辛のタレを塗布し、大豆を主成分とする高麗人参配合・塩分ゼロのオリジナルスパイスをふりかけたもので、鶏皮の余分な脂を落としてコラーゲンを残している。新時代の料理は大半が店内仕込みだが、伝串は串打ちまでを工場で行っている。〝パリモチ〟と称する、パリッとモチモチとした食感が特色。また、提供時にオリジナルスパイスが添えられており、これを追加で振りかけることで味変を楽しむことができる。1本あたりが安価なため一度に大量に頼む客が多く、「10本4段盛り」「21本6段盛り」「36本8段盛り」で頼むとピラミッド状に盛られて提供される。
製法自体はシンプルなものであるが、他店による模倣を禁じることを目的に「鶏皮串の調理方法」として3件の特許を取得し（特許6940294号・特許第7181357号・特許第7467573号。内容はほぼ同一）、加えて「伝串」「パリモチ」「あげかわピラミッド」等のキーワードを商標登録しており、公式サイトやメニューに「揚げ皮串発祥の店」「伝串模倣の禁止」と大書している。

## 不祥事
2024年7月29日、消費者庁がファッズに対し、「新時代」「新時代44」の食べログサイト及び公式X（旧Twitter）で「伝串1本50円」「生ビール190円 ハイボール150円」と表示し、これが消費税込価格であるかのように利用者に誤認させたとして、不当景品類及び不当表示防止法（景品表示法）違反として措置命令を行った。なお、「新時代」の店舗看板には「伝串50円」「生中190円」と大書されているが、その隅に極めて小さい文字で税込価格が表示してあるという。